# ČSD-Baureihe E 469.2
Die ČSD-Baureihe E 469.2 (ab 1988: Baureihe 122) ist eine elektrische Güterzuglokomotive der einstigen Tschechoslowakischen Staatsbahn (ČSD) für das 3-kV-Gleichstromsystem im Norden und Osten der ehemaligen Tschechoslowakei. Sie stellen eine Weiterentwicklung der bewährten Vorgängerbaureihe E 469.1 dar.

## Beschreibung
Der wesentlichste Unterschied zur Baureihe E 469.1 besteht im Lokkasten. Ein Auslandsauftrag brachte eine Überarbeitung des Kastens hervor. Der Lokkasten hatte nun denselben Führerstand wie bei den sechsachsigen Lokomotiven und war nun von beiden Seiten aus erreichbar. Außerdem waren die Masse und die Leistung der Lokomotive etwas geringer als bei der E 469.1. Eine bedeutende Neuerung war die Ausrüstung mit einer Vielfachsteuerung, die erstmals auf dem Gebiet der ČSD bei Gleichstromlokomotiven zur Anwendung kam.
Der Betriebseinsatz der Lokomotiven der Reihe E 469.2 glich dem der E 469.1, und zwar die Beförderung von Güterzügen, Holzzügen und Kohleganzzüge aus der Relation um Most. Manchmal beförderten sie auch Personenzüge, was sich aber auf Grund der geringen Geschwindigkeit in Grenzen hielt.
Die Lokomotiven gelangten nach 1993 geschlossen zur ČD und kommen ausschließlich von Ústí nad Labem aus zum Einsatz. Obwohl ein Großteil der Maschinen schon ausgemustert ist, sieht man hin und wieder einige Züge mit dieser Reihe.

## Galerie

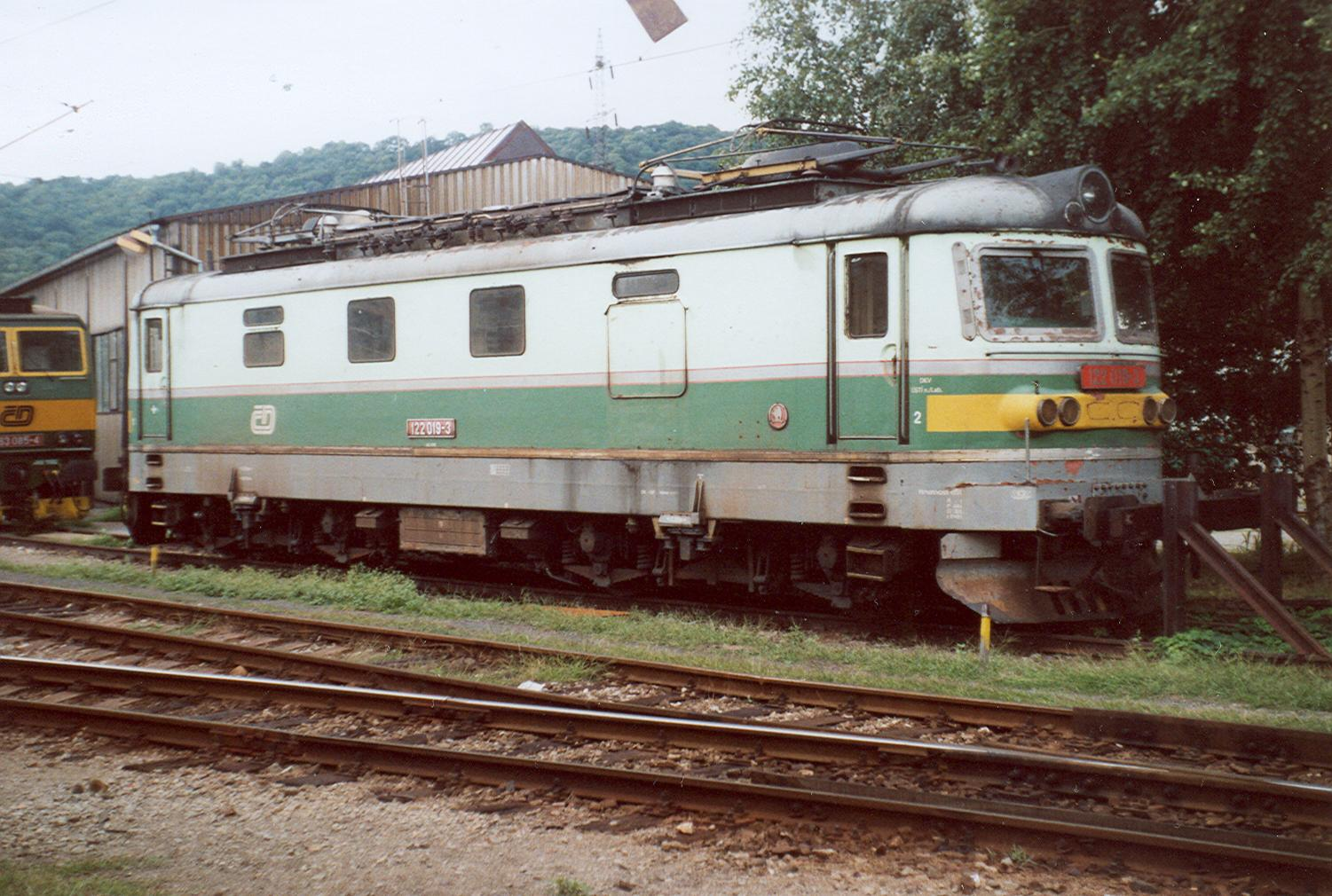
122.019, abgestellt in Ústí nad Labem
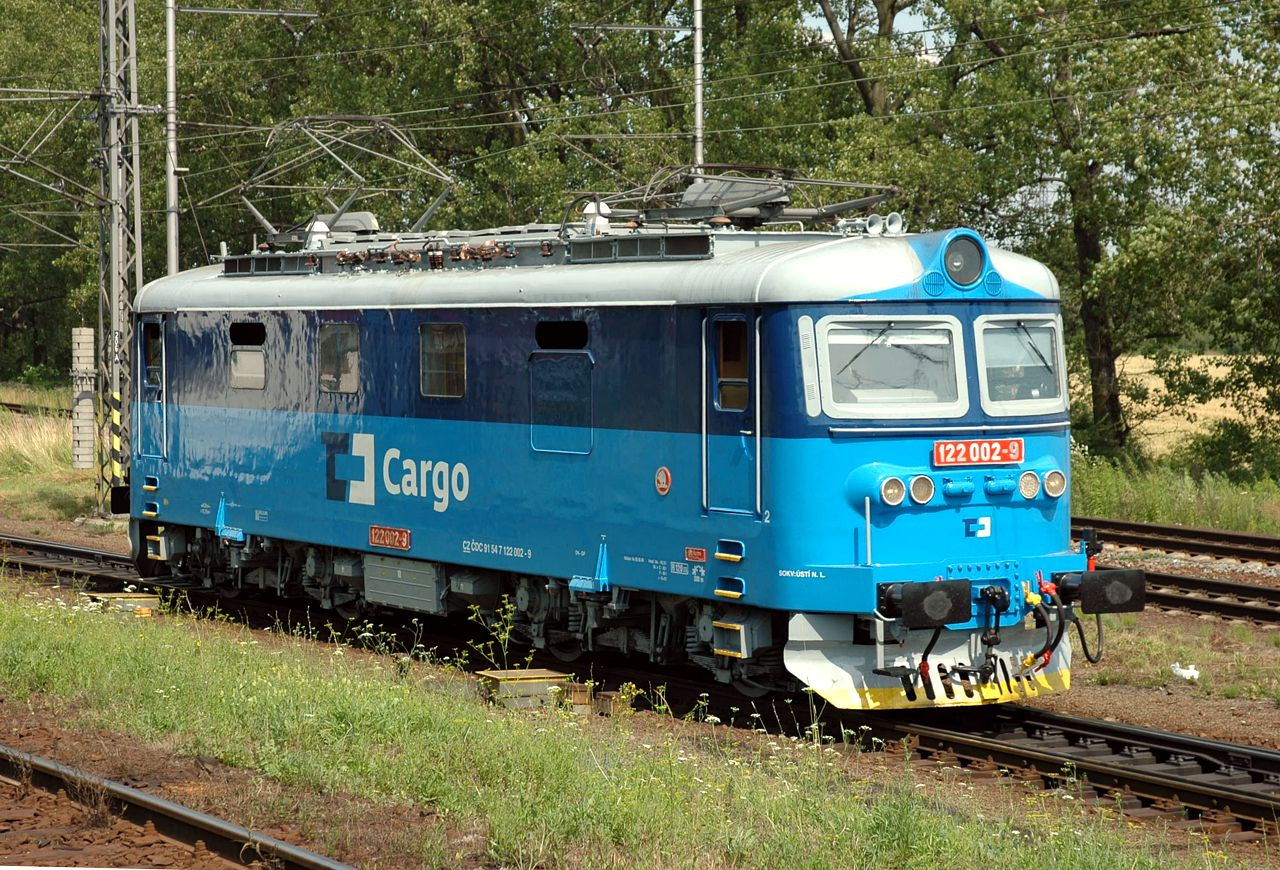
122.002, ČD Cargo